# Limmat Verlag

Limmat Verlag Logo

Der Limmat Verlag in Zürich wurde am 19. März 1975 als Limmat Verlag Genossenschaft ins Handelsregister eingetragen.

## Geschichte
Der Sozialist Theo Pinkus hatte mit einer Studentengruppe rund um die Ausstellung und den daraus resultierenden Dokumentenband zur „Geschichte der Schweizerischen Arbeiterbewegung“ einen Verlag gesucht. Das Buch sollte zuerst beim Huber-Verlag in Frauenfeld erscheinen, der das „linke Machwerk“ vor Erscheinen aus dem Programm kippte. Danach sprang die neu gegründete Schweizer Suhrkamp-Filiale in die Bresche, auch dort wurde auf Druck von oben auf eine Veröffentlichung verzichtet. Daher war das erste Buch des Verlages der Dokumentenband Schweizerische Arbeiterbewegung: Dokumente zu Lage, Organisation und Kämpfen der Arbeiter von der Frühindustrialisierung bis zur Gegenwart – ein Werk, das heute noch zur Standardliteratur gehört und immer noch lieferbar ist.
Es folgten Sachbücher zu politischen und historischen Themen, die das Verlagsprogramm und das Bild des Verlags in der Öffentlichkeit grundlegend bestimmten, mit Titeln wie Frauengeschichte(n), Die unterbrochene Spur, Die unheimlichen Patrioten und Schnüffelstaat Schweiz.
Im literarischen Programm erschienen unter anderem die Bücher von Laure Wyss, Isolde Schaad, Niklaus Meienberg, Simona Ryser, Katharina Tanner, Julia Weber, Meral Kureyshi, Sarah Elena Müller und Usama Al Shahmani. Auch ist 1989 das letzte Werk von Max Frisch, Schweiz ohne Armee? Ein Palaver, auf Deutsch und Rätoromanisch im Limmat Verlag erschienen.
In den 1990er Jahren veröffentlichte der Limmat Verlag erstmals sämtliche Romane und Erzählungen von Friedrich Glauser ungekürzt nach den Originalmanuskripten. Einige weitere Schweizer „Klassiker“ haben im Limmat Verlag eine Heimat gefunden, wie Charles-Ferdinand Ramuz in den deutschen Übersetzungen oder Meinrad Inglin oder Plinio Martini.
Lyrik ist in einer „undeklarierten“ Reihe zweisprachiger Ausgaben mit Lyrikern und Lyrikerinnen italienischer, rätoromanischer, französischer, spanischer und anderer Sprachen vertreten. Die Anthologie Moderne Poesie in der Schweiz, herausgegeben von Roger Perret im Jahr 2013, war ein Höhepunkt dieses Engagements für die Lyrik.
Der Limmat Verlag veröffentlicht regelmässig Übersetzungen von Autorinnen und Autoren aus der Romandie und aus der italienischen Schweiz, wie Anna Felder, Federico Hindermann, Alberto Nessi, Giorgio Orelli, Giovanni Orelli, Fabio Pusterla, Daniel de Roulet, Charles Racine. Prominent vertreten ist auch die rätoromanische Literatur mit Leo Tuor, Oscar Peer, Luisa Famos, Cla Biert und Jon Semadeni. Für diese Bemühungen der Verständigung zwischen den Sprachregionen wurde der Limmat Verlag 1994 mit dem Preis der Oertli-Stiftung ausgezeichnet. Mittlerweile sind auch Übersetzungen und zweisprachige Bände erschienen von albanischen, friaulischen, italienischen, ungarischen und russischen Werken, so zwei Bücher des russischen Autors Michail Schischkin. Auf Deutsch schreiben der kurdisch-schweizerische Autor Yusuf Yeşilöz und der irakisch-schweizerische Autor Usama Al Shahmani.
Ein anderer Schwerpunkt des Verlagsprogramms sind Biographien und Autobiographien: Darunter befinden sich jene von Gertrud Mosimann, Paula Charles, Adeline Favre, Fritz Brupbacher, Regula Engel, Anny Klawa-Morf, Max Frisch, Niklaus Meienberg, Wladimir Rosenbaum, Aline Valangin, Theo Pinkus und Amalie Pinkus.
Im Fotobereich erscheinen vorwiegend fotogeschichtliche Arbeiten, etwa Sensationen vom Dorfe von Josef Burri oder Il lungo addio – Der lange Abschied über die italienische Migration in die Schweiz.
1991 schloss sich der Limmat Verlag mit dem ebenfalls in Zürich ansässigen Unionsverlag zusammen. 2001 lösten die Verlage die Fusion wieder auf und arbeiten seither als ökonomisch unabhängige Verlage weiter. Heute wird der Verlag von Erwin Künzli und Lukas Haller geleitet. Der Verlag wurde 2022 vom SBVV zum Verlag des Jahres gewählt. 2023 wurde der Verlag mit dem ProLitteris-Preis ausgezeichnet.